# 誰かが見ている (映画)
『誰かが見ている』（原題：A Stranger Is Watching）は1982年のアメリカ合衆国のホラー映画。メアリ・H・クラークによる1977年の同名小説に基づいている。監督はショーン・S・カニンガムで、ケイト・マルグルーが主演した。
日本では劇場未公開だが、テレビ放送やソフト化が行われている。テレビ放送時の題は『ニューヨーク25時・少女誘拐／恐怖の地下密室！レイプ殺人が招く二重犯罪』。

## キャスト
※括弧内は日本語吹替（初回放送1987年2月22日『日曜洋画劇場』）
- シャロン・マーティン：ケイト・マルグルー（弥永和子）
- アーティ・タガート：リップ・トーン（内海賢二）
- スティーブ・ピーターソン：ジェームズ・ノートン（堀勝之祐）
- ジュリー・ピーターソン：ショーン・フォン・シュライバー（斎藤真理）
- ラリー：バーバラ・バクスレー（赤木葉子）
- テイラー刑事：スティーヴン・ジョイス（飯塚昭三）
- ロナルド・トンプソン：ジェームズ・ルッソ
- ビル・ラフツ：フランク・ハミルトン
- ラフツ夫人：マギー・タスク
- ウォルター・ターナー：ロイ・プール
- マーロウ刑事：スティーヴン・ストリンペル
- マックス：ウィリアム・ヒッキー

## スタッフ
- 監督：ショーン・S・カニンガム
- 製作：シドニー・ベッカーマン
- 原作：メアリ・H・クラーク
- 脚本：アール・マック・ローチ、ヴィクター・ミラー
- 撮影：バリー・エイブラムス
- 編集：スーザン・E・カニンガム
- 音楽：ラロ・シフリン